# Лапландский университет прикладных наук
Лапландский университет прикладных наук (фин. Lapin ammattikorkeakoulu) — университет Финляндии, один из самых северных университетов страны; расположен в городах Рованиеми, Кеми и Торнио (Лапландия).
Университет сотрудничает с другими научными и исследовательскими учреждениями в международном проекте «Университет Арктики» и входит в консорциум с Лапландским университетом.

## История
Университет был основан 1 января 2014 года на базе двух высших учебных заведений Финляндии — университета прикладных наук Рованиеми и университета прикладных наук Кеми-Торнио. Перед этим был изучен опыт объединения Северного Арктического федерального университета, а также вузов Дании, Швеции и Норвегии.
Университет предоставляет образовательные услуги по обучению программам бакалавриата и магистратуры.
С 2018 года было налажено сотрудничество с Таймырским колледжем (Норильск) в рамках реализации международных программ «Поколение Арктики 2030» и «Образование коренных народов Арктики — международный бакалавриат». Проект направлен на улучшение жизни малых народов севера.

## Международные исследования
С 2001 года в университете прикладных наук Рованиеми началась реализация программы Arctic Power (ранее Арктическая энергетическая лаборатория) является центром компетенции в области зимних и арктических технологий. Он обслуживает компании и проекты в этой области, а его услуги включают развитие арктического бизнеса, особенно в транспортном и автомобильном секторах. Лаборатория и испытательный полигон были построены летом 2003 года, а официальное открытие 23 ноября 2003 года. Сейчас эти проекты реализуются в новом университете.
Университет участвует в разработке электрического снегохода eSled, экспериментального деревянного дома CLT и проекта Nordic Safety Intelligent Road.
С 2018 года совместно с Северным (Арктическим) федеральным университетом проводятся исследования по многоцелевому эффективному использования лесов и лесных продуктов в странах региона Баренцева моря.